# Тувинский национальный музыкально-драматический театр имени В. Кок-оола
Туви́нский госуда́рственный музыка́льно-драмати́ческий теа́тр им. В. Кок-оола был основан в 1936 году.
Театр носит имя тувинского актёра и драматурга заслуженного артиста РСФСР Виктора Шогжаповича Кок-оола.

## История театра
Театр был создан на основе театральной студии. Сама студия открылась спектаклем по пьесе «Хайыраан бот» Виктора Кок-оола в 1936 году. Решение об открытии студии было принято Малым хуралом Тувинской Народной Республики. В 1944 году Тува вошла в состав СССР, а в 1945 году был создан Национальный театр. В 1947 году при театре организуется и русская труппа. А в 1950 году при театре открывается актёрская студия.
В 1958 году театр был преобразован в музыкально-драматический.
В 1959 году практически вся труппа театра, вместе с детьми, приняла участие в съёмках первого тувинского фильма «Люди голубых рек».
В 1977 году театр переехал в новое здание, построенное по проекту архитектора Марка Бубнова.
В 1986 году театр награждён орденом «Знак Почёта».
В разные годы постановки в театре осуществляли режиссёры Иван Забродин, Сиин-оол Оюн, Кадр-оол Сагды, Ирина Лопсан.
В труппе театра работали исполнитель заглавной роли в фильме «Дерсу Узала» Акиры Куросавы Максим Мунзук, актрисы и певицы, народные артистки РСФСР Кара-Кыс Мунзук, Хургулек Конгар, Народный артист РФ Солун-Оол Люндуп.
В 2000 году театр стал лауреатом конкурса «Окно в Россию»
В 2016 году театр награждён Орденом Республики Тыва за выдающиеся заслуги и большой вклад в развитие культуры и искусства Республики Тыва

## Персоналии
- Бады-Сагаан, Борис Филиппович (1947—2007), актёр, народный артист РСФСР
- Солун-оол Люндуп Иргитович, Народный артист Российской Федерации, Народный артист Республики Тыва
- Куулар Надежда Агбан-Шыыраповна, Народный артист Российской Федерации, Народный артист Республики Тыва
- Ооржак Алексей Кара-оолович, Заслуженный артист Российской Федерации, Народный артист Республики Тыва[8]
- Куулар Анзат Шожал-Доржуевна, Заслуженная артистка Российской Федерации, Заслуженная артистка Республики Тыва[9]
- Салчак Александр Халарбаевич, Народный артист Республики Тыва[10]
- Наксыл Виктор Оюнович, Народный артист Республики Тыва[11]
- Монгуш Дыртык Бак-кысович, Народный артист Тувы[12]
- Ириль Станислав Николаевич, Народный артист Республики Тыва[8]
- Мортай-оол Луиза Сентябрьовна, Народный артист Республики Тыва[8]
- Сат Саяна Дугер-ооловна, Заслуженный артист Республики Тыва[8]
- Сат Олег Бадыевич, Заслуженный артист Республики Тыва[13]
- Наксыл Надежда Кууларовна, Народная артистка Республики Тыва[14]
- Ондар Чылгычы Чимит-Доржуевич, драматург, Заслуженный работник культуры Российской Федерации

## Репертуар
- 2000 — «Хозяйка гостиницы» Карло Гольдони
- 2002 — «День рождения принцессы» («Принцесса Кру») И. Ольшанский
- 2003 — «Актёрская гримерная» К. Симидзу
- 2003 — «Блэз» («Париж очень опасный город») Клода Манье
- 2003 — «Верую» В. Шукшина
- 2003 — «Вихри Кара-Дага» Э. Мижит
- 2003 — «Долина печальной любви» Ч. Ондара
- 2003 — «Женитьба» Н. В. Гоголя
- 2003 — «Жертвоприношение» Э. Мижит
- 2003 — «Лисичка-сестричка» И. Лукина
- 2003 — «Новогодние чудеса подводного мира» М. Сарыг
- 2003 — «Правда хорошо, а счастье лучше» А. Н. Островского
- «Парикмахерша» Сергея Медведева[1]
- «Приказываю всем спать»
- «90-60-90» по пьесе Анны Явлонской «Где-то и около»
- 2008 — «Культегин» Э. Мижита
- 2009 — «Кырзалар („Хорьки“)» Ю. Мафунэ
- 2009 — «Кара дашка харыылыг» («Над бездной»)
- 2011 — «Дембээрел» («В бреду»)
- 2011 — «Сос чок» («Без слов»)
- 2011 — «Уш ок» («Три пули»)
- 2015 — «Дуруяалар» («Журавли»)[15]
- 2015 — «Моцарт и Сальери»[16]
- 2016 — «Челээш биле Идегел» («Челээш и Идегел»)[17]
- 2016 — «Ханума» Авксентия Цагарели[18]
- 2017 — «Артып каар мен» («Останусь»)[19]
- 2017 — «Чадаган» по Александру Даржаю[20]
- 2017 — «Кымныы силер?» («Вы чьё?») по Борису Васильеву[21]
- 2017 — «Ходжа Насреддин» Леонида Соловьева и Виктора Витковича[22]
- 2017 — «Эксперимент» Эдуарда Воронова[23]
- 2018 — «Бернарда Альба» Федерико Гарсиа Лорка[24]